# James Dean Smith
James Dean "Jimmy" Smith (ur. 7 stycznia 1987 w Newham) – angielski piłkarz grający na pozycji pomocnika w Leyton Orient.

## Kariera
Smith swoją piłkarską karierę rozpoczynał grając w juniorach Chelsea. Zawodnik zadebiutował w The Blues i zarówno w Premier League 7 maja 2006 roku, kiedy to w 81. minucie meczu z Newcastle United zastąpił Ricardo Carvalho. W następnym sezonie został wypożyczony do grającego w Football League Championship Queens Park Rangers. W The Hoops zadebiutował 30 września w wygranym 2:1 spotkaniu przeciwko Southamptonowi. Pierwszego gola strzelił już w następnym meczu, pokonując bramkarza Norwich City. W drużynie prowadzonej przez Johna Gregory`ego był podstawowym zawodnikiem i wystąpił łącznie w 31 meczach w których strzelił sześć goli. Do The Blues powrócił 5 maja 2007 roku. Nie mając szans na grę w podstawowym składzie Chelsea, Smith 19 lipca został wypożyczony do końca roku do Norwich City. W przedsezonowym meczu z FC Zwolle doznał kontuzji która wykluczyła go z gry na trzy miesiące, co spowodowało, że piłkarz oficjalnie zadebiutował w Kanarkach 23 października, grając w meczu z Burnley. Po dobrych występach w swojej drużynie, ówczesny manager Norwich Glenn Roeder, podjął rozmowy z dyrektorem sportowym Chelsea Frankiem Arnesenem w sprawie przedłużenia wypożyczenia do końca sezonu. Ostatecznie Duńczyk nie zgodził się na warunki postawione przez Roedera, przez co Smith 4 stycznia 2008 roku powrócił do londyńskiej drużyny. Do końca rozgrywek 2007/08 piłkarz trenował w rezerwach The Blues. 1 sierpnia Smith został wypożyczony do Sheffield Wednesday i już tydzień później rozegrał swój pierwszy mecz w Sowach. Do Chelsea powrócił na początku stycznia, jednak w lutym został ponownie wypożyczony, tym razem do Leyton Orient. Swojemu zespołowi pomógł w zajęciu 14. miejsca w rozgrywkach League One. Jedynego gola dla The O's strzelił na 11 kwietnia w meczu z Colchester United, czym zapewnił zwycięstwo swojej drużynie. Po zakończeniu sezonu powrócił do The Blues. Jego umowa z Chelsea wygasła pod koniec czerwca, przez co 10 lipca podpisał dwuletni kontrakt z Leyton Orient.